# Премия «Сатурн» за лучшее DVD-издание телесериала
Список лауреатов кинопремии «Сатурн» в категории «Лучшее DVD-издание телефильма»:
Эта премия была учреждена в 2002 году.
| Церемония | Год       | Лауреат                                                               |
| --------- | --------- | --------------------------------------------------------------------- |
| 29-я      | 2002      | Звёздный путь: Следующее поколение (сезоны 1-7)                       |
| 30-я      | 2003      | Светлячок (все сезоны)                                                |
| 31-я      | 2004      | Тайны Смолвиля (второй и третий сезоны)                               |
| 32-я      | 2005      | Остаться в живых (первый сезон)                                       |
| 33-я      | 2006      | Мастера ужасов                                                        |
| 34-я      | 2007      | Герои (первый сезон)                                                  |
| 35-я      | 2008      | Лунный свет                                                           |
| 36-я      | 2009      | Остаться в живых (пятый сезон)                                        |
| 37-я      | 2010      | Сумеречная зона (первый и второй сезоны)                              |
| 38-я      | 2011      | Спартак: Боги арены                                                   |
| 39-я      | 2012      | Звёздный путь: Следующее поколение (первый и второй сезоны)           |
| 40-я      | 2013      | Звёздный путь: Следующее поколение (сезоны 3-5)                       |
| 41-я      | 2014      | Твин Пикс (первый и второй сезоны, а также «Твин Пикс: Сквозь огонь») |
| 42-я      | 2015      | The X-Files (Коллекционный набор, все сезоны вышедшие на тот момент)  |
| 43-я      | 2016      | Ганнибал (все сезоны)                                                 |
| 44-я      | 2017      | Американские боги (первый сезон)                                      |
| 45-я      | 2018      | За гранью возможного                                                  |
| 46-я      | 2019/2020 | Калейдоскоп ужасов (первый сезон)                                     |